# Place des Petits-Murs
La place des Petits-Murs est une place de Nantes, en France.

## Situation et accès
Située dans le Centre-ville de Nantes la place des Petits-Murs est pavée et fait partie d'une zone piétonne. Elle est bordée sur son côté ouest par l'allée Duquesne (cours des 50-Otages), et sur son côté est par la rue Armand-Brossard, sur laquelle aboutit la rue du Cheval-Blanc, à l'angle sud-est de l'esplanade.

## Origine du nom
Elle doit son nom à la présence jusqu'au XVIIIe siècle d'une partie de l'enceinte médiévale qui traversait l'Erdre à cet endroit pour rejoindre le pont de Sauvetout.

## Historique
Cette place était naguère réservée ordinairement pour le marché à la paille, et s’est aussi appelée « place de la République ».

## Bâtiments remarquables et lieux de mémoire
Sur son côté sud se trouve l'hôtel La Pérouse, établissement hôtelier contemporain construit au début des années 1990, et labellisé le 25 octobre 2010 « Patrimoine du XXe siècle » par le ministère de la Culture.